# 蕭翀
蕭翀（1459年—？年），字淩漢，四川成都府內江縣人，民籍，明朝政治人物。

## 生平
四川鄉試第六十五名。成化十七年（1481年）辛丑科第三甲第五十二名進士。初任霍丘县知县。歷陝西按察司副使，升河南布政使司左參政。正德六年（1511年）升都察院右副都御史，巡撫保定。正德九年（1514年）巡抚贵州。正德十年（1515年）調任河南巡撫。同年改陝西巡撫。

## 家族
曾祖蕭學賢；祖父蕭汝明；父蕭韶，稅課司大使。母喻氏。